# Trujillo (Colón)

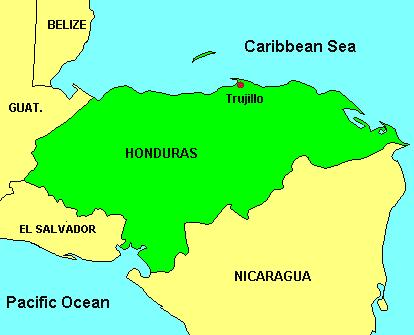
Localização da cidade

Trujillo é uma cidade de Honduras e capital do departamento de Colón.